# Springuel
La Société des Automobiles Springuel était une marque belge d'automobiles créée en 1907. En 1912 elle fusionna avec Impéria pour former Springuel-Impéria, qui reprit le seul nom d'Impéria après la Première Guerre mondiale.
Jules Springuel est l'inventeur de l'injection d'huile dans le vilebrequin au moyen d'une pompe. Son invention a été universellement adoptée. La marque espagnole Adabal utilisait des moteurs Springuel dans certains modèles.